# Танталат железа(II)
Танталат железа(II) — неорганическое соединение, 
соль железа и танталовой кислоты с формулой Fe(TaO3)2,
коричневые кристаллы.

## Физические свойства
Танталат железа(II) образует коричневые кристаллы
тетрагональной сингонии,
пространственная группа P 4/mnm,
параметры ячейки a = 0,467 нм, c = 0,914 нм, Z = 2.